# Hentschelite
La hentschelite è un minerale appartenente al gruppo della lazulite.